# Megarhyssa macrura
Megarhyssa macrura là một loài tò vò trong họ Ichneumonidae.